# مزرعة الواسطة
مزرعة الواسطة هي إحدى القرى اللبنانية من قرى قضاء صيدا في محافظة الجنوب.

## التموقع
تقع الواسطه في الجنوب اللبناني شمال نهر الليطاني